# Records de République tchèque d'athlétisme

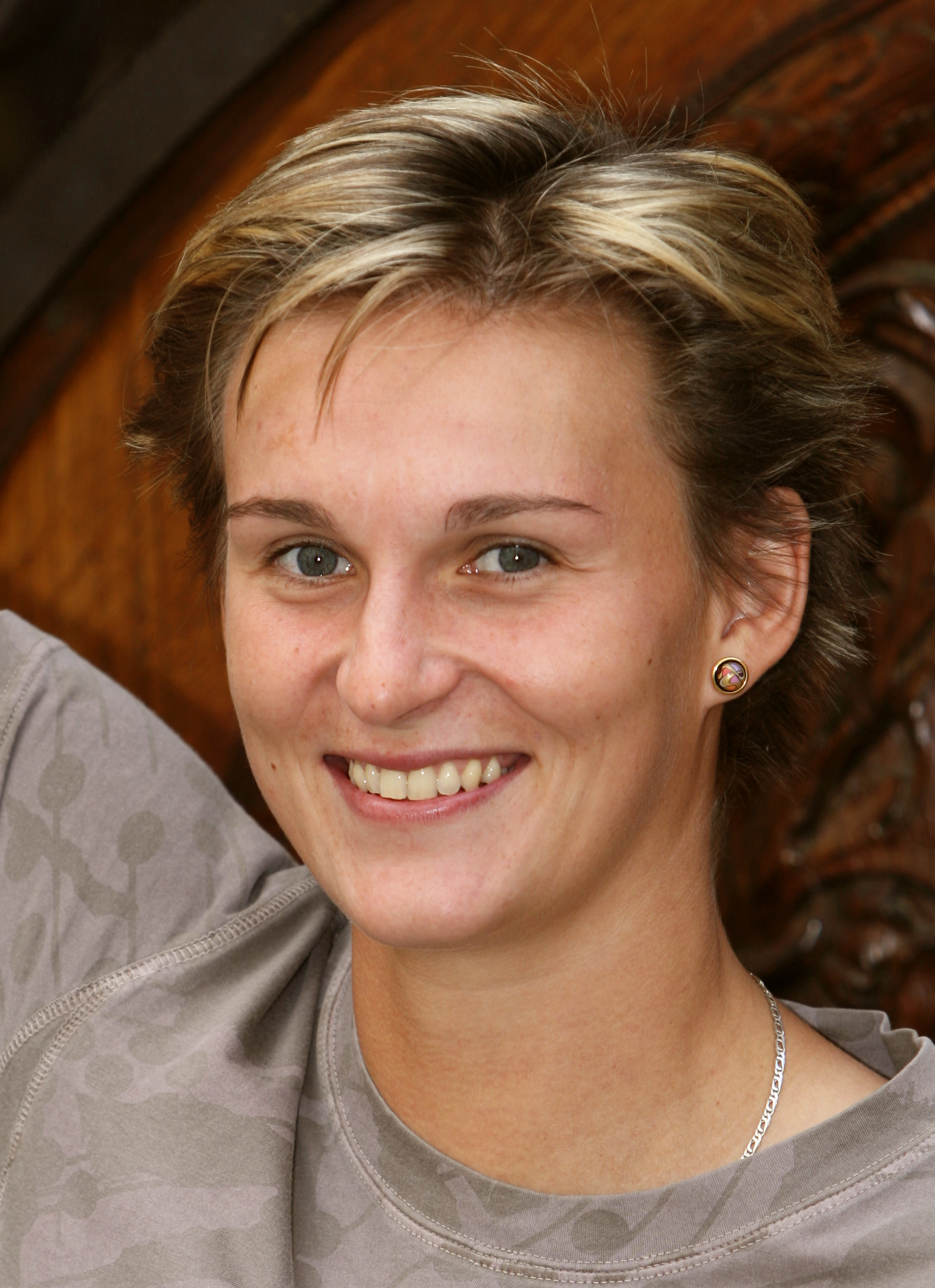
Barbora Špotáková

Les records de République tchèque d'athlétisme sont les meilleures performances réalisées par des athlètes tchèques et homologuées par la Fédération tchèque d'athlétisme.

## Plein air

### Hommes
| Épreuve              | Record | Athlète                                                               | Date                                         | Compétition                                        | Lieu                | Réf.              |
| -------------------- | --- | --------------------------------------------------------------------- | -------------------------------------------- | -------------------------------------------------- | ------------------- | ----------------- |
| 100 m                | 10 s 16 (+1,7 m/s) 10 s 16 (+1,6 m/s) 10 s 16 (+1,0 m/s) | Zdeněk Stromšík Jan Veleba Dominik Záleský                            | 18 juillet 2018 26 juillet 2019 14 août 2021 | Mémorial Jan Pána Championnats nationaux Zlín 2021 | Tábor Brno Zlín     | [ 1 ] [ 2 ] [ 3 ] |
| 200 m                | 20 s 39 (+0,2 m/s) | Ondřej Macík                                                          | 30 juillet 2023                              | Championnats nationaux                             | Tábor               | [ 4 ]             |
| 400 m                | 44 s 79 | Pavel Maslák                                                          | 9 mai 2014                                   | Meeting de Doha                                    | Doha                | [ 5 ]             |
| 800 m                | 1 min 44 s 84 | Lukáš Vydra                                                           | 12 août 1998                                 | Weltklasse Zürich                                  | Zurich              |                   |
| 1 500 m              | 3 min 32 s 49 | Jakub Holuša                                                          | 20 juillet 2018                              | Herculis                                           | Monaco              | [ 6 ]             |
| Mile                 | 3 min 52 s 59 | Jozef Plachý                                                          | 3 juillet 1978                               | DN Galan                                           | Stockholm           |                   |
| 3 000 m              | 7 min 46 s 72 | Jan Pešava                                                            | 27 juin 1998                                 | Coupe d'Europe                                     | Saint-Pétersbourg   |                   |
| 5 000 m              | 13 min 24 s 99 | Jiří Sýkora                                                           | 1er août 1980                                | Jeux olympiques                                    | Moscou              |                   |
| 10 000 m             | 27 min 47 s 90 | Jan Pešava                                                            | 8 juin 1998                                  | Mémorial Josef-Odložil                             | Prague              |                   |
| Semi-marathon        | 1 h 1 min 31 s | Jan Pešava                                                            | 4 octobre 1997                               | Championnats du monde de semi-marathon             | Košice              |                   |
| Marathon             | 2 h 11 min 57 s | Karel David                                                           | 23 mai 1993                                  | Marathon de Hambourg                               | Hambourg            |                   |
| 110 m haies          | 13 s 27 (+1,1 m/s) | Petr Svoboda                                                          | 14 juin 2010                                 | Mémorial Josef-Odložil                             | Prague              | ,                 |
| 400 m haies          | 48 s 27 | Jiří Mužík                                                            | 3 août 1997                                  | Championnats du monde                              | Athènes             |                   |
| 3 000 m steeple      | 8 min 23 s 8 | Dušan Moravčík                                                        | 17 septembre 1972                            |                                                    | Prague              |                   |
| Saut en hauteur      | 2,36 m | Ján Zvara                                                             | 23 août 1987                                 |                                                    | Prague              |                   |
| Saut en hauteur      | 2,36 m | Jaroslav Bába                                                         | 8 juillet 2005                               | Golden Gala                                        | Rome                |                   |
| Saut à la perche     | 5,83 m | Jan Kudlička                                                          | 22 juin 2016                                 |                                                    | Prague              | [ 9 ]             |
| Saut en longueur     | 8,31 m (+1,4 m/s) | Radek Juška                                                           | 27 août 2017                                 | Universiades                                       | Taipei              | [ 10 ]            |
| Triple saut          | 17,53 m (+0,9 m/s) | Milan Mikuláš                                                         | 17 juillet 1988                              | Championnats de Tchécoslovaquie                    | Prague              |                   |
| Lancer du poids      | 22,01 m | Tomáš Staněk                                                          | 2 juin 2017 15 août 2017                     |                                                    | Schönebeck Varsovie |                   |
| Lancer du disque     | 71,26 m | Imrich Bugár                                                          | 25 mai 1985                                  |                                                    | San José            |                   |
| Lancer du marteau    | 81,28 m | Vladimír Maška                                                        | 25 septembre 1999                            |                                                    | Pacov               |                   |
| Lancer du javelot    | 98,48 m (WR) | Jan Železný                                                           | 25 mai 1996                                  |                                                    | Iéna                |                   |
| Décathlon            | 9 026 pts | Roman Šebrle                                                          | 26–27 mai 2001                               | Hypo-Meeting                                       | Götzis              |                   |
| Décathlon            | 10 s 64 (0,0 m/s) (100 m), 8,11 m (+1,9 m/s) (longueur), 15,33 m (poids), 2,12 m (hauteur), 47 s 79 (400 m) / 13 s 92 (-0,2 m/s) (110 m haies), 47,92 m (disque), 4,80 m (perche), 70,16 m (javelot), 4 min 21 s 98 (1 500 m) |                                                                       |                                              |                                                    |                     |                   |
| 20 km marche (route) | 1 h 19 min 18 s | Jiří Malysa                                                           | 17 juin 2000                                 | Oder-Neisse Grand Prix                             | Eisenhüttenstadt    |                   |
| 35 km marche (route) | 2 h 32 min 50 s | Vít Hlaváč                                                            | 24 juillet 2022                              | Championnats du monde                              | Eugene              | [ 11 ]            |
| 50 km marche (route) | 3 h 49 min 08 s | Miloš Holuša                                                          | 14 avril 1996                                |                                                    | Fribourg            |                   |
| 4 × 100 m            | 38 s 62 | Équipe nationale Zdeněk Stromšík Jan Veleba Jan Jirka Dominik Záleský | 15 juin 2019                                 | AtletiCAGenève                                     | Genève              | [ 12 ]            |
| 4 × 400 m            | 3 min 0 s 99 | Équipe nationale Matěj Krsek Pavel Maslák Vít Müller Patrik Šorm      | 26 août 2023                                 | Championnats du monde                              | Budapest            | [ 13 ]            |

### Femmes
| Épreuve              | Record | Athlète                                                                                         | Date              | Compétition                       | Lieu       | Réf.   |
| -------------------- | --- | ----------------------------------------------------------------------------------------------- | ----------------- | --------------------------------- | ---------- | ------ |
| 100 m                | 11 s 09 (+1,7 m/s) | Jarmila Kratochvílová                                                                           | 6 juin 1981       | Slovnaft                          | Bratislava |        |
| 200 m                | 21 s 97 (+1,9 m/s) | Jarmila Kratochvílová                                                                           | 6 juin 1981       | Slovnaft                          | Bratislava |        |
| 400 m                | 47 s 99 | Jarmila Kratochvílová                                                                           | 10 août 1983      | Championnats du monde             | Helsinki   |        |
| 800 m                | 1 min 53 s 28 (WR) | Jarmila Kratochvílová                                                                           | 26 juillet 1983   |                                   | Munich     |        |
| 1 500 m              | 4 min 01 s 23 | Kristiina Mäki                                                                                  | 4 août 2021       | Jeux olympiques                   | Tokyo      | [ 14 ] |
| Mile                 | 4 min 21 s 54 | Simona Vrzalová                                                                                 | 22 juillet 2018   | Müller Anniversary Games          | Londres    | [ 15 ] |
| 3 000 m              | 8 min 51 s 69 | Kristiina Mäki                                                                                  | 21 juin 2014      | Championnats d'Europe par équipes | Brunswick  | [ 16 ] |
| 5 000 m              | 15 min 31 s 15 | Kristiina Mäki                                                                                  | 23 juin 2016      | Night of 5000 m                   | Sligo      | [ 17 ] |
| 10 000 m             | 32 min 08 s 96 | Moira Stewartová                                                                                | 28 mai 2022       | Coupe d'Europe du 10 000 mètres   | Pacé       | [ 18 ] |
| Semi-marathon        | 1 h 8 min 44 s | Moira Stewartová                                                                                | 27 octobre 2024   | Semi-marathon de Valence          | Valence    | [ 19 ] |
| Marathon             | 2 h 23 min 44 s | Moira Stewartová                                                                                | 1er décembre 2024 | Marathon de Valence               | Valence    | [ 20 ] |
| 100 m haies          | 12 s 73 (+0,8 m/s) | Lucie Škrobáková                                                                                | 5 juillet 2009    |                                   | Kladno     |        |
| 400 m haies          | 52 s 83 | Zuzana Hejnová                                                                                  | 15 août 2013      | Championnats du monde             | Moscou     | [ 21 ] |
| 3 000 m steeple      | 9 min 41 s 73 | Marcela Lustigová                                                                               | 13 juin 2011      | Mémorial Josef Odložil            | Prague     | [ 22 ] |
| Saut en hauteur      | 2,00 m | Zuzana Hlavoňová                                                                                | 5 juin 2000       | Mémorial Josef Odložil            | Prague     |        |
| Saut à la perche     | 4,76 m | Jiřina Svobodová                                                                                | 4 septembre 2013  |                                   | Plzeň      | [ 23 ] |
| Saut en longueur     | 6,89 m (1,8 m/s) | Jarmila Strejčková                                                                              | 18 septembre 1982 |                                   | Prague     |        |
| Triple saut          | 15,20 m (0,0 m/s) | Šárka Kašpárková                                                                                | 4 août 1997       | Championnats du monde             | Athènes    |        |
| Lancer du poids      | 22,32 m | Helena Fibingerová                                                                              | 20 août 1977      |                                   | Nitra      |        |
| Lancer du disque     | 74,56 m | Zdeňka Šilhavá                                                                                  | 26 août 1984      |                                   | Nitra      |        |
| Lancer du marteau    | 72,47 m | Kateřina Šafránková                                                                             | 12 juin 2016      |                                   | Kolín      | [ 24 ] |
| Lancer du javelot    | 72,28 m (WR) | Barbora Špotáková                                                                               | 13 septembre 2008 | Finale mondiale de l'athlétisme   | Stuttgart  | [ 25 ] |
| Heptathlon           | 6 460 pts | Eliška Klučinová                                                                                | 14-15 juin 2014   | TNT Express Meeting               | Kladno     | [ 26 ] |
| Heptathlon           | 13 s 81 (+1,8 m/s) (100 m haies), 1,90 m (hauteur), 14,10 m (poids), 24 s 67 (+0,8 m/s) (200 m) / 6,43 m (+1,5 m/s) (longueur), 45,53 m (javelot), 2 min 16 s 47 (800 m) |                                                                                                 |                   |                                   |            |        |
| 20 km marche (route) | 1 h 26 min 53 s | Anežka Drahotová                                                                                | 17 mai 2015       | Coupe d'Europe de marche          | Murcie     | [ 27 ] |
| 35 km marche (route) | 2 h 49 min 06 s | Tereza Ďurdiaková                                                                               | 24 août 2023      | Championnats du monde             | Budapest   | [ 28 ] |
| 4 × 100 m            | 42 s 98 | Équipe nationale Štěpánka Sokolová Radislava Šoborová Taťána Kocembová Jarmila Kratochvílová    | 18 août 1982      | Weltklasse Zürich                 | Zurich     |        |
| 4 × 400 m            | 3 min 20 s 32 | Équipe nationale Taťána Kocembová Milena Matejkovičová Zuzana Moravčíková Jarmila Kratochvílová | 14 août 1983      | Championnats du monde             | Helsinki   |        |